# Ambaliara (stato)
Lo Stato di Ambliara (talvolta indicato come Ambaliyara) fu uno stato principesco del subcontinente indiano, avente per capitale la città di Ambaliyara.

## Storia
Secondo la leggenda locale, i sovrano di Ambaliara erano discendenti dai Chahamanas di Shakambhari. Questi fondarono lo stato in epoca mitica. Lo stato di Ambliara venne formalmente unito a quello di Baroda sulla base dell' Attachment Scheme il 10 luglio 1943 e infine entrò a far parte dell'Unione Indiana nel 1948 quando questi entrò a farne parte.

## Governanti
I governanti di Ambaliara avevano il titolo di thakur.

### Thakur
- 1689 – 1724 Rup Singhji
- 1724–1773 Mogji
- 1773–1796 Valji
- 1796–1814 Vathiji (m. 1814)
- 1814–1838 Nathu Singhji (n. 1799 – m. 1838)
  - 1838–1858 reggenza
- 1858-1876 Amar Singhji (n. 1838 - m. 1876)
- 23 aprile 1876 - 7 marzo 1908 Jhalamsingh Amirsingh (n. 1860 - m. 1908)
- 7 marzo 1908 - 1948 Keshrisingji Jalamsingji